# Hugh Wynn
Pour les articles homonymes, voir Wynn (homonymie).
 (juin 2021).
Si vous disposez d'ouvrages ou d'articles de référence ou si vous connaissez des sites web de qualité traitant du thème abordé ici, merci de compléter l'article en donnant les références utiles à sa vérifiabilité et en les liant à la section « Notes et références ».
Hugh Wynn est un monteur américain, né Maurice McDonald Wynn le 22 septembre 1897 à Pasadena (Californie), mort le 8 janvier 1936 à Culver City (Californie).

## Biographie
Le premier film que monte Hugh Wynn est Larmes de clown de Victor Sjöström (avec Lon Chaney et Norma Shearer), sorti en 1924. Le deuxième est La Femme de Don Juan (1924, avec Eleanor Boardman et John Gilbert) de King Vidor. Il devient l'un des collaborateurs attitrés de ce dernier, sur neuf autres films (dont La Foule en 1928, avec Eleanor Boardman et James Murray), l'ultime étant Le Champion (1931, avec Wallace Beery et Jackie Cooper).
En tout, il contribue à près de cinquante films américains, exclusivement au sein de la Metro-Goldwyn-Mayer. Parmi les autres réalisateurs qu'il assiste, mentionnons Clarence Brown (sept films, dont Anna Christie en 1930, avec Greta Garbo et Charles Bickford) et Sam Wood (cinq films, dont L'Espionne Fräulein Doktor en 1934, avec Myrna Loy et George Brent).

## Filmographie partielle
- 1924 : Larmes de clown (He who gets slapped) de Victor Sjöström
- 1924 : La Femme de Don Juan (Wife of the Centaur) de King Vidor
- 1925 : Fraternité (Proud Flesh) de King Vidor
- 1925 : Les Confessions d'une reine (Confessions of a Queen) de Victor Sjöström
- 1925 : La Grande Parade (The Big Parade) de King Vidor
- 1926 : La Lettre écarlate (The Scarlet Letter) de Victor Sjöström
- 1926 : La Bohème (titre original) de King Vidor
- 1927 : Anna Karénine (Love) d'Edmund Goulding
- 1927 : The Callahans and the Murphys de George W. Hill
- 1928 : Intrigues (A Woman of Affairs) de Clarence Brown
- 1928 : Une gamine charmante (The Patsy) de King Vidor
- 1928 : La Foule (The Crowd) de King Vidor
- 1928 : Mirages (Show People) de King Vidor
- 1928 : L'Opérateur (The Cameraman) d'Edward Sedgwick et Buster Keaton
- 1929 : Navy Blues de Clarence Brown
- 1929 : Hallelujah ! de King Vidor
- 1930 : Romance de Clarence Brown
- 1930 : Il faut payer (Paid), de Sam Wood
- 1930 : Billy the Kid de King Vidor
- 1930 : La Divorcée (The Divorcee) de Robert Z. Leonard
- 1930 : Anna Christie de Clarence Brown
- 1931 : Le Champion (The Champ) de King Vidor
- 1931 : Âmes libres (A Free Soul) de Clarence Brown
- 1932 : Arsène Lupin (titre original) de Jack Conway
- 1932 : Les Lèvres qui mentent (Faithless) de Harry Beaumont
- 1932 : Le Bel Étudiant (Huddle) de Sam Wood
- 1933 : Another Language d'Edward H. Griffith
- 1933 : Christopher Bean de Sam Wood
- 1933 : Mais une femme troubla la fête (When Ladies Meet) de Harry Beaumont
- 1933 : Looking Forward de Clarence Brown
- 1934 : L'Espionne Fräulein Doktor (Stamboul Quest) de Sam Wood
- 1934 : The Mystery of Mr. X (en) d'Edgar Selwyn et Richard Boleslawski
- 1934 : Vivre et aimer (Sadie McKee) de Clarence Brown
- 1934 : Le Voile des illusions (The Painted Veil) de Richard Boleslawski
- 1935 : The Winning Ticket de Charles Reisner
- 1935 : Code secret (Rendezvous) de William K. Howard et Sam Wood
- 1935 : Les Mains d'Orlac (Mad Love) de Karl Freund
- 1935 : Un bienfait dangereux (Kind Lady) de George B. Seitz